# 2008年夏季奥林匹克运动会图瓦卢代表团
2008年夏季奥林匹克运动会圖瓦盧代表团会参加2008年8月8日至24日在中国北京主办的第29届夏季奥运，代表团有3人，參與兩個項目。這次是該國首次參與奧運。

## 田徑
- Asenate Manoa
- Okilai Tinilau

## 舉重
- Logona Esau（男子69公斤級）